# 長崎市消防局
長崎市消防局（ながさきししょうぼうきょく）は、長崎県長崎市の消防部局（消防本部）である。西彼杵郡長与町・時津町は長崎市に消防業務を委託している。
消防局庁舎は長崎市中央消防署と併設されている。

## 沿革

### 昭和
- 1948年（昭和23年）3月7日 - 消防組織法の施行に伴い、消防は警察から分離、自治体消防として長崎市消防本部が発足。
  - 消防本部 - 長崎市桜町36番地
  - 消防署（本署） - 長崎市本興善町9番地[1]
    - 3出張所 - 丸尾、松ヶ枝町、桜馬場町
    - 5消防団（34分団） - 長崎、梅香崎、稲佐、土井首、水上
    - 初代消防長 - 黒澤平八郎（長崎市助役）
- 1949年（昭和24年）
  - 10月18日 - 消防組織法により、西彼杵郡長与村（現 長与町）との間に消防相互協定を締結。
  - 12月10日 - 消防本部に、予防課を新設し、消防課・予防課の2課体制とする。
- 1950年（昭和25年）6月5日 - 長崎市が長崎海上保安部との間に消防協力協定を締結。
- 1951年（昭和26年）
  - 1月31日 - 本署に三連はしご消防車が登場。
  - 8月1日 - 長崎市消防本部を長崎消防局（現組織名）に改称。
- 1952年（昭和27年）11月17日 - 水上消防力強化のため、水上出張所を新設し、消防艇「白龍」を配置。
- 1954年（昭和29年）
  - 7月20日 - 原爆で焼失した大橋町出張所を再建し、落成式を挙行。
  - 11月16日 - 消防局、新庁舎が完成し、落成式を挙行。
    - 鉄筋コンクリート造3階建て。望楼の高さは33m。近代的設備を完備。
- 1955年（昭和30年）2月1日 - 福田・深堀・日見の市域編入で、長崎市の消防団数が8消防団50分団となる。
- 1956年（昭和31年）9月28日 - 一斉指令装置を設置し、火災時に各出張所、派出所、消防団に一斉に指令できるようにした。
- 1957年（昭和32年）8月13日 - 消防用中短波無線電話局を開通。（県下で初の消防無線）
  - 消防局に基地局、3支所（福田・深堀・日見）と消防車1台、消防艇1隻に移動局を設置。
- 1958年（昭和33年）10月23日 - 西彼杵郡東長崎町（現長崎市）との間に消防相互協定を締結。
- 1959年（昭和34年）12月2日 - 西彼杵郡茂木町（現長崎市）との間に消防相互協定を締結。
- 1962年（昭和37年）
  - 1月 - 西彼杵郡茂木町、式見町の市域編入に伴い、10消防団となる。
  - 6月5日 - 長崎市城山町に長崎県消防学校が完成し、開校式を挙行。[2]
- 1963年（昭和38年）
  - 4月 - 西彼杵郡東長崎町の市域編入に伴い、11消防団となる。
  - 10月 - 長崎市消防団組織等規則を全面改正し、11消防団90分団2,819名を、東西南の3消防団42分団2,047名に改編。
    - 東消防団（長崎・茂木・日見・東長崎、19分団1,040名）
    - 西消防団（稲佐・福田・式見・水上消防団一部、11分団556名）
    - 南消防団（梅香崎・土井首・深堀・水上消防団一部、12分団451名）
- 1965年（昭和40年）12月23日 - 化学消防自動車を購入。
- 1968年（昭和43年）
  - 3月29日 - 彦山山頂に無線中継所が完成。
  - 4月1日 - 長崎市消防団組織等規則改正条例を施行し、3消防団を1消防団に改編。（自治体消防発足20周年）
  - 9月3日 - ビル火災等に備え、高発泡装置を購入。
  - 12月9日 - 32m級はしご付き消防ポンプ自動車を購入。
- 1969年（昭和44年）
  - 11月1日
    - 長崎市住吉町に西浦上合同庁舎が完成し、2階に北消防署を新設。北消防署の新設に伴い、長崎消防署を「中央消防署」に改称。
      - 合同庁舎は鉄筋コンクリート造り地上3階・地下1階建て。
        - 1階 - 長崎市役所の西浦上支所、水道局、消防署車庫
        - 2階 - 消防署（事務所）と北公民館
        - 3階 - ホール、展示場。
        - 屋上 - 地上から高さ36mの望楼。

      - 北消防署新設の目的 - 北部地区の人口増加による消防力の強化。
      - 消防職員78名、ポンプ車6台。16mハシゴ車1台、救急車1台を配置。
- 1971年（昭和46年）
  - 5月1日 - 救急車のサイレンが「ウー」サイレンから、「ピーポー」サイレンに変わる。
  - 10月12日 - 長崎市、西彼杵郡の琴海、三重、時津、長与、三和の隣接5町村と消防事務の委託に関する規約を締結。
  - 12月18日 - 高発泡車1台を購入。（九州では大分県に次いで2台目の導入）
  - 12月22日 - 隣接5町村からの消防事務の委託に備え、長崎市議会、消防署条例改正案を可決。
    - 中央消防署の管轄区域に三和町を加える。面積156km²、人口22万590人、6万1069世帯。
    - 北消防署の管轄区域に琴海町、時津町、長与町、三重村を加える。面積219km²、人口24万7202人、6万6978世帯。
- 1972年（昭和47年）
  - 4月11日 - 北消防署、琴海町に「西海（にしうみ）出張所」を開所。
  - 5月1日 - 火災などの問い合わせに自動的に応対する通報装置を設置し、サービスを開始。

- 1973年（昭和48年）
  - 3月31日 - 三重村が長崎市に編入されたため、管轄区域が長崎市、三和町、琴海町、時津町、長与町となる。
  - 10月23日 - 40m級はしご付き消防ポンプ自動車を購入。（九州では、北九州市に次いで2番目）
- 1974年（昭和49年）
  - 4月1日 - 長崎地域広域市町村圏協議会の事業計画に基づき、以下の西彼杵郡6町の消防事業を委託される。
    - 野母崎町、高島町、伊王島町、香焼町、大瀬戸町、外海町
      - 中央消防署に野母崎町、高島町、伊王島町、香焼町を追加。野母崎出張所、高島出張所、伊王島派出所を設置。
      - 北消防署に大瀬戸町、外海町を追加。大瀬戸出張所、神浦派出所（外海町）、池島派出所（外海町）を設置。

    - 北消防署、滑石出張所を開所。

  - 8月1日 - 中央消防署に赤バイ隊を配置。
- 1975年（昭和50年）10月1日 - 中央消防署、古賀派出所を開設。
- 1979年（昭和54年）4月1日 - 北消防署、小江原出張所を開設。
- 1980年（昭和55年）1月23日 - 県救急医療情報システムが稼働開始。
- 1982年（昭和57年）
  - 7月16日 - 新鋭消防艇「はくりゅう」（37t）を配備。最高速力17ノット。
  - 7月28日 - 長崎大水害で長崎市災害警戒本部、水防本部、消防局災害対策本部、中央・北両消防署警備本部を設置。
  - 9月1日 - 長崎大水害消防団員合同葬が長崎市公会堂で執り行われる。
- 1983年（昭和58年）4月1日 - 中央消防署、蛍茶屋出張所を開所。（桜馬場出張所を移転の上、蛍茶屋出張所と改称。）
- 1984年（昭和59年）
  - 1月31日 - 長崎市、川平町を皮切りに防災行政無線無線を市内に設置開始。
  - 5月7日 - 長崎市防災行政無線システム親局が長崎市役所内に開局。
  - 12月19日 - マイクロ・コンピューター装備の最新鋭32mはしご車が北消防署に配置。
- 1986年（昭和61年）
  - 3月26日 - 救助隊腕章のデザインが決定。
  - 4月1日 - 消防庁の呼びかけで、「国際消防救助隊」が発足。
- 1987年（昭和62年）4月1日 - 南部地区の消防力強化のため、小ヶ倉出張所が昇格の上、南消防署となる。市内3署体制となる。

### 平成
- 1998年（平成10年）- 自治体消防発足50周年記念式典を挙行。
- 2001年（平成13年）8月 - 北消防署が大橋町に庁舎を新築し、移転。[3]
- 2004年（平成16年）6月 - 長崎市中央消防署の所在地に消防局と中央消防署の合同新庁舎を建設するため、完成までの間長崎市立新興善小学校跡[4]で中央消防署仮庁舎[5]の運用を開始。
- 2005年（平成17年） -
  - 1月4日 - 香焼町・伊王島町・高島町・野母崎町・三和町・外海町を長崎市に編入したため、管轄区域が長崎市、時津町、長与町、琴海町になる。
  - 4月1日 - 西海市の発足に伴い、旧大瀬戸町域を佐世保市消防局に移管。
- 2006年（平成18年） - 琴海町が長崎市に編入されたため、管轄区域が長崎市、時津町、長与町になる。
- 2006年（平成18年）4月1日 - 中央消防署に高度救助隊を発隊
- 2007年（平成19年）
  - 3月 - 新合同庁舎の完成に伴い、仮庁舎での運用が終了。
  - 4月 - 長崎市興善町に長崎市消防局と中央消防署の合同新庁舎が完成し、業務を開始。
    - 6階 - 最新の情報技術（IT）を活かした指令センターを配置。
    - 8階 - 市民が初期消火・煙避難・救急救護や暴風を体験できるコーナーを備える「防災体験ひろば」がある。
- 2008年（平成20年）- 自治体消防発足60周年記念式典を挙行。
- 2011年（平成23年）3月 - 消防庁の要請を受けて東日本大震災の被災地に緊急消防援助隊を派遣

## 組織
- 消防本部
  - 総務課 - 総務係、企画管理係
  - 予防課 - 予防審査係、市民消防係、調査係
  - 警防課 - 警防装備係、救急救助係
  - 指令課 - 指令1係、指令2係
  - 消防署
    - 警防1課、警防2課
      - 査察指導係
      - 警防係、救急救助係、出張所（中央-矢上 / 北-浜田 / 南-土井首）
        - 出張所、派出所

## 消防署
- 消防署数 - 3
  - 出張所数 - 16
  - 派出所数 - 5

### 中央消防署
- 所在地 - 長崎市興善町3-1
- 出張所

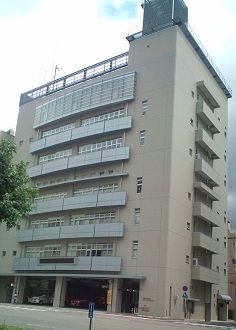
中央消防署

1. 松が枝出張所（まつがえ） - 長崎市松が枝町4-31（北緯32度44分11.9秒 東経129度52分10.1秒 / 北緯32.736639度 東経129.869472度）
2. 飽の浦出張所（あくのうら）[6] - 長崎市飽の浦町10-2（北緯32度44分38.3秒 東経129度51分21.1秒 / 北緯32.743972度 東経129.855861度）
3. 小島出張所（こしま）- 長崎市桜木町6-47（北緯32度43分40秒 東経129度53分23.5秒 / 北緯32.72778度 東経129.889861度）
4. 茂木出張所（もぎ） - 長崎市茂木町75-10（北緯32度42分28.1秒 東経129度54分44.1秒 / 北緯32.707806度 東経129.912250度）
5. 蛍茶屋出張所（ほたるぢゃや） - 長崎市矢の平一丁目1-1（北緯32度45分1.1秒 東経129度53分40.8秒 / 北緯32.750306度 東経129.894667度）
6. 矢上出張所（やがみ）- 長崎市東町1936-1[7]（北緯32度46分56秒 東経129度57分6.8秒 / 北緯32.78222度 東経129.951889度）

- 派出所

1. 小榊派出所（こさかき）- 長崎市小瀬戸町1015-7（北緯32度43分31秒 東経129度50分8.1秒 / 北緯32.72528度 東経129.835583度）

### 北消防署

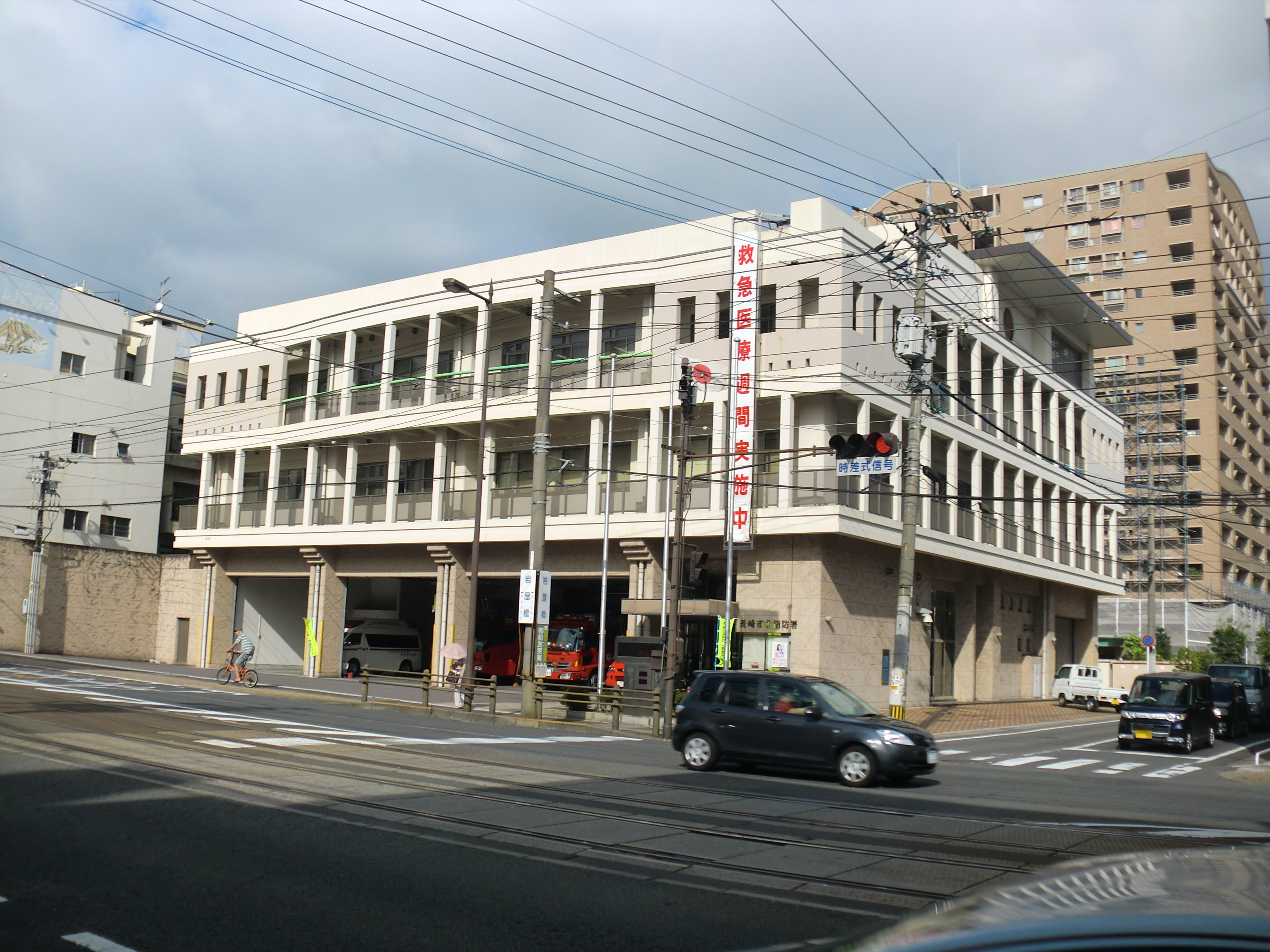
北消防署

- 所在地 - 長崎市大橋町16-1（北緯32度46分58.5秒 東経129度51分46秒 / 北緯32.782917度 東経129.86278度）
- 出張所

1. 浦上出張所（うらかみ） - 長崎市平野町10-29（北緯32度46分13.1秒 東経129度51分52.8秒 / 北緯32.770306度 東経129.864667度）
2. 滑石出張所（なめし） - 長崎市大園町4-1（北緯32度48分26.6秒 東経129度50分17.1秒 / 北緯32.807389度 東経129.838083度）
3. 小江原出張所（こえばる）- 長崎市小江原2丁目28-12（北緯32度46分17秒 東経129度50分28.7秒 / 北緯32.77139度 東経129.841306度）
4. 三重出張所（みえ）- 長崎市畝刈町28-7（北緯32度49分40.7秒 東経129度47分0.2秒 / 北緯32.827972度 東経129.783389度）
5. 琴海出張所（きんかい）[8] - 長崎市長浦町2606-1（北緯32度54分38.1秒 東経129度47分2.7秒 / 北緯32.910583度 東経129.784083度）
6. 浜田出張所（はまだ）- 西彼杵郡時津町浜田郷824-2（北緯32度49分53.7秒 東経129度51分55.2秒 / 北緯32.831583度 東経129.865333度）

- 派出所

1. 式見派出所（しきみ） - 長崎市式見町357（北緯32度47分12.6秒 東経129度47分31.1秒 / 北緯32.786833度 東経129.791972度）
2. 神浦派出所（こうのうら）- 長崎市神浦江川町2（北緯32度52分49.2秒 東経129度40分52.9秒 / 北緯32.880333度 東経129.681361度）
3. 池島派出所（いけしま）- 長崎市池島町1009（離島）（北緯32度53分2.7秒 東経129度35分54.6秒 / 北緯32.884083度 東経129.598500度）

### 南消防署
- 所在地 - 長崎市小ヶ倉町3丁目76-78（北緯32度42分10.5秒 東経129度50分47.7秒 / 北緯32.702917度 東経129.846583度）
- 出張所

1. 土井首出張所（どいのくび）- 長崎市柳田町45-1（北緯32度41分6.9秒 東経129度50分35.4秒 / 北緯32.685250度 東経129.843167度）
2. 三和出張所（さんわ）- 長崎市布巻町111-1（北緯32度39分5.5秒 東経129度49分41.7秒 / 北緯32.651528度 東経129.828250度）
3. 野母崎出張所（のもざき）- 長崎市野母町1665（北緯32度34分53.1秒 東経129度45分34.1秒 / 北緯32.581417度 東経129.759472度）
4. 高島出張所（たかしま）- 長崎市高島町2707（離島）（北緯32度39分19.3秒 東経129度45分21.7秒 / 北緯32.655361度 東経129.756028度）

- 派出所

1. 伊王島派出所（いおうじま） - 長崎市伊王島町2丁目852[9]（北緯32度42分4秒 東経129度46分40.6秒 / 北緯32.70111度 東経129.777944度）

## 主力機械

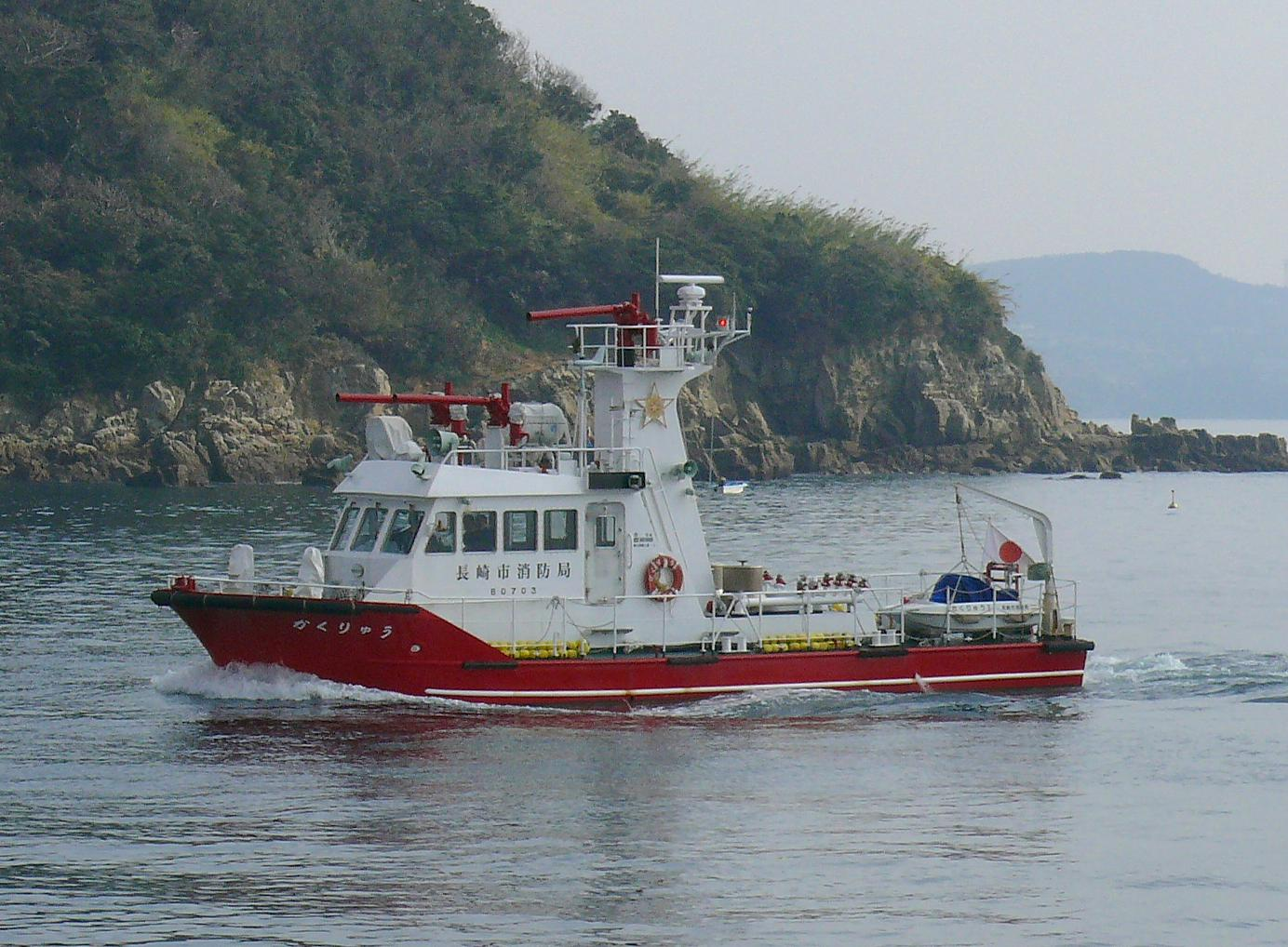
消防艇の「かくりゅう」（2008年撮影）

- 普通消防ポンプ自動車（全長 5.68m / 全幅 1.88m / 全高 2.80m / 車両総重量 4845kg / 乗車定員 5名）
- 水槽付消防ポンプ自動車（全長 7.05m / 全幅 2.30m / 全高 3.21m / 車両総重量 9750kg / 乗車定員 6名）
- はしご付消防自動車（全長 10.57m / 全幅 2.49m / 全高 3.70m / 車両総重量 19840kg / 乗車定員 6名）
- 屈折はしご付消防自動車
- 化学消防自動車（全長 8.60m / 全幅 2.49m / 全高 3.08m／車両総重量 15485kg / 乗車定員 7名）
- 高規格救急自動車（全長 5.62m / 全幅 1.89m / 全高 2.50m / 車両総重量 3155kg / 乗車定員 7名）
- 調査車（全長 4.63m / 全幅 1.69m / 全高 1.97m / 車両総重量 2140kg / 乗車定員 6名）
- 指揮車（全長 4.71m / 全幅 1.69m / 全高 2.17m / 車両総重量 2475kg / 乗車定員 7名）
- 消防艇「かくりゅう」（全長 17m / 全幅 4.35m / 総屯数 19t / 最大搭載人員 16名）
- 救助工作車（全長 7.85m / 全幅 2.28m / 全高 3.14m / 車両総重量 10340kg / 乗車定員 6名）
- 支援車（全長 6.64m / 全幅 2.30m / 全高 3.10m / 車両総重量 6985kg / 乗車定員 3名）
- 広報車

## マスコットキャラクター
- 「消太くん」（しょうたくん）
  - 鯨をモチーフにしたキャラクター